# GPRC5D
G protein spregnuti receptor, familija C, grupa 5, član D je protein koji je kod ljudi kodiran GPRC5D genom.
Ovaj protein pripada familiji tipa 3 G protein spregnutih receptora, koja ima karakteristični 7-transmembranski domen. Njegova funkcija je nepoznata.

## Literatura
- Bräuner-Osborne H; Jensen AA; Sheppard PO;  . (2001). „Cloning and characterization of a human orphan family C G-protein coupled receptor GPRC5D”. Biochim. Biophys. Acta. 1518 (3): 237—48. PMID 11311935.
- Takeda S; Kadowaki S; Haga T;  . (2002). „Identification of G protein-coupled receptor genes from the human genome sequence”. FEBS Lett. 520 (1–3): 97—101. PMID 12044878. doi:10.1016/S0014-5793(02)02775-8.
- Strausberg RL; Feingold EA; Grouse LH;  . (2003). „Generation and initial analysis of more than 15,000 full-length human and mouse cDNA sequences”. Proc. Natl. Acad. Sci. U.S.A. 99 (26): 16899—16903. PMC 139241 . PMID 12477932. doi:10.1073/pnas.242603899.
- Gerhard DS; Wagner L; Feingold EA;  . (2004). „The status, quality, and expansion of the NIH full-length cDNA project: the Mammalian Gene Collection (MGC)”. Genome Res. 14 (10B): 2121—2127. PMC 528928 . PMID 15489334. doi:10.1101/gr.2596504.

## Spoljašnje veze
- „GPRC5 Receptors: RAIG4”. IUPHAR Database of Receptors and Ion Channels. International Union of Basic and Clinical Pharmacology. Архивирано из оригинала 04. 03. 2016. г.